# 越本隆志
越本 隆志（こしもと たかし、1971年1月5日 - ）は、日本の元プロボクサー。元WBC世界フェザー級王者。
福岡県福岡市出身。九州産業大学付属九州高等学校卒業。
現役引退後は、師でもある実父・英武が創設したFukuokaジム（旧・福間スポーツジム）の会長職を引き継いでいる。
日本人男子最年長となる35歳での世界王座初奪取を成し遂げた。
愛称は玄海のリュウ。

## 経歴
生後間もなく両親が離婚し、元プロボクサーである父親・英武の男手一つで育てられる。中学時代は野球部に所属していたが、3年時に英武がFukuokaジムの前身である「福間スポーツジム」を開設。これを機に、父との二人三脚でプロボクサーを目指し始める。高校時代はアマで12戦を行ない、6勝6敗。
1992年11月3日、プロデビュー（初回KO勝ち）。
1994年2月13日、全日本新人王決定戦にフェザー級西軍代表として出場。東軍代表の木内信弥を6回判定に降し、新人王獲得。
1996年11月4日、日本王座初挑戦。玉置厚司と空位の日本フェザー級王座を争い、8回TKO勝ち。無敗の日本王者となった。その後、6度の防衛に成功し、1999年12月13日、世界挑戦決定を機に王座返上。
2000年1月30日、26戦目で無敗のまま世界初挑戦。福岡国際センターにおいてWBA世界フェザー級王者フレディ・ノーウッド（米国）に挑むが、9回TKO負けで世界王座獲得ならず、プロ初黒星を喫した。
2001年9月30日、東洋太平洋王座挑戦。ドニー・スラチン（インドネシア）と空位のOPBF東洋太平洋フェザー級王座を争い、12回判定勝ち。王座奪取に成功する。その後、7度の防衛に成功し、2005年11月、世界再挑戦決定を機に王座返上。
2006年1月29日、6年ぶりの世界再挑戦。九電記念体育館において、WBC世界フェザー級王者池仁珍（韓国）に挑む。フルラウンドの激闘の末、2-1の判定勝ち。42戦目にして悲願の世界王者となった。日本人最年長となる35歳での世界王座奪取（当時。これまでは輪島功一の32歳9か月が最年長だった。女子も含めた記録は2011年に藤岡奈穂子、返り咲きを含めた記録としては2016年に長谷川穂積にそれぞれ更新されている。なお、日本人男子の最年長世界王座初奪取記録としては2021年4月現在も保持）、フェザー級では柴田国明以来34年ぶりの日本人世界王者誕生、さらには九州のジムから初、そして西部日本協会加盟ジムから平仲明信以来2人目の世界王者誕生という記録尽くめの王座奪取となった。
2006年7月30日、初防衛戦。マリンメッセ福岡でWBCユース王者ルディ・ロペス（メキシコ）と対戦したが、7回TKO負け。半年で世界王座を手放し、この試合を最後に引退。通算戦績は43戦39勝（17KO）2敗2分。
引退後、父親からFukuokaジム会長の座を譲り受けている（父親はプロモーターならびに名誉会長として引き続きジムの運営に携わっている）。
2011年4月10日投開票の統一地方選挙・福岡県議会議員選挙に政権与党の民主党公認で立候補した。選挙区は地元の福津市選挙区であり、野党に転落した自民現職の阿部弘樹に挑む、民・自両党の一騎討ちとなった。しかし、民主・越本は約3千票差で敗退した。

## 獲得タイトル
- 西日本フェザー級新人王
- 全日本フェザー級新人王
- 第46代日本フェザー級王座
- 第36代OPBF東洋太平洋フェザー級王座
- WBC世界フェザー級王座